# Milton Jiménez Puerto
Milton Jiménez Puerto (* 8. November 1961) ist Jurist und war vom 27. Januar 2006 bis zum 3. Januar 2008 der Außenminister von Honduras. Er ist Mitglied des Partido Liberal de Honduras (PL) von Präsident José Manuel Zelaya Rosales, der er 1985 beitrat.
Jiménez Puerto studierte Jura an der Universidad Nacional Autónoma de Honduras sowie in Spanien, Costa Rica, Italien und Brasilien. Er ist Spezialist für Strafrecht und Menschenrechte.
Als Politiker setzt er sich besonders für Menschenrechte ein, insbesondere für die Rechte von Frauen, Kindern und der städtischen Randbevölkerung.
Er hat für das Instituto Interamericano de Derechos Humanos (Interamerikanisches Institut für Menschenrechte) Untersuchungen über Geschlechterdiskriminierung im Arbeits-, Straf- und Familienrecht in Mittelamerika durchgeführt.
Er ist als Zeuge und Anwalt von Opfern bei der Corte Interamericana de Derecho Humanos (Interamerikanischer Gerichtshof für Menschenrechte) aufgetreten.

## Nachweise
1. ↑  BBC News: “Honduran foreign minister quits”, 3. Januar 2008 (englisch)

| Personendaten    | Personendaten            |
| ---------------- | ------------------------ |
| NAME             | Jiménez Puerto, Milton   |
| KURZBESCHREIBUNG | honduranischer Politiker |
| GEBURTSDATUM     | 8. November 1961         |